# Damien Spleeters
 (octobre 2010).
Damien Spleeters (né à Montignies-sur-Sambre le 9 avril 1986, près de Charleroi, en Belgique) est un jeune poète et romancier publié en Europe francophone pour ses ouvrages de librairie, lauréat du Prix Indications du Jeune Critique 2007 (attribué à son premier roman Transere), performeur public de son écriture associé au réseau international de l'Art performance et de la musique actuels (notamment en Belgique, en France, en Italie, au Liban, en Allemagne, au Bénin, au Canada, aux États-Unis, en Inde), dès la fin de 2005 dans le cadre international du soloNOVA Arts Festival (TerraNova Collective). D'autre part il est commissaire d'événements culturels dans le réseau élargi de la poésie contemporaine et actuelle alliée à la musique de création populaire ou expérimentale.

## Biographie
Damien Spleeters a fait des études de journalisme et communication à l'université libre (ULB) de Bruxelles, puis un master en théâtre à la Sorbonne, à Paris, obtenu en 2009. À dix huit ans, alors qu'il est en première année de journalisme, il répond à une annonce pour un stage aux éditions maelstrÖm, rencontrant ainsi, à juste titre de ses préoccupations poétiques, l'éditeur de l'association, David Giannoni, également fondateur et poète du mouvement de La Troupe poétique nomade ; par nomade, entendre non seulement le mouvement du groupe ralliant des manifestations à l'étranger, mais encore les poètes de passage dans les manifestations internationales organisées par le groupe même ('fiEstivals'), telles des personnalités aussi diverses en termes d'art et de génération que Lawrence Ferlinghetti, Alejandro Jodorowsky, Anne Waldman, Fernando Arrabal, Antoine Boute, Véronique Bergen, et beaucoup d'autres. La même année il publie son premier recueil de poèmes Amen dans ce cadre où l'année suivante il expérimente ses premières performances publiques. Il y publiera tous ses ouvrages (six jusqu'à 2009) et y restera attaché jusqu'à l'année 2009-2010 comme commissaire d'événements, année de sa programmation inaugurale de l'opus New Yorkais du fiEstival. Cependant il répond à des invitations personnelles et collectives dans d'autres contextes, par exemple à Paris et accompagne la réalisation de sa pièce de Théâtre, La pièce, par Sarah Flock. 
Il explique sa poésie et sa littérature selon une attribution instrumentale du poète par le critique et poète brésilien Ricardo Domeneck : 'corpOTALIDADE' (s'inspirant de l'orthographie conceptuelle de Ricardo Aleixo) ; en version française le terme devient 'corpORALITÉ', transgenre des arts contemporains du corps contraint et rebelle dits Body Art (Art corporel). Damien Spleeters l'exprime dans une diction performative contenant le souffle, l'exhalant par la voix sans le requérir—sinon dans un verre clos, par exemple, -- rythmée sans distance physique de sa présentation personnelle à la diction elle-même, (que d'aucuns au vu de la typographie pourraient prendre à tort pour du slam). Aussi, le rapport de sa poésie à sa biographie peut suggérer le nuage de Tchernobil, la catastrophe ayant lieu quelques semaines après sa naissance.
Au cours de l'année 2009 il émigre et réside par intermittence aux États-Unis, à Washington, où il prépare une recherche sur la société américaine et sa culture actuelles au long de la piste ancienne des Hobos. En matière d'écriture il annonce son nouveau projet dans un texte manifeste autocritique, publié sur remue.net en janvier 2010, Hobos WestWeGo. Puis la tournée annuelle du fiEstival étant conclue il commence sa route en juillet 2010, en même temps qu'il ouvre le blog multimedia de ces journaliers dans un journal numérique français grand public, généraliste et gratuit sur Internet (et mensuel imprimé vendu en kiosques), auquel il donne le titre extrait du manifeste de janvier : West We Go (sur Rue89), devise des vagabonds qui parcouraient les États-Unis d'Est en Ouest, passagers clandestins dans les trains de marchandise (ceux-là mêmes qui inspirèrent la Beat Generation des « clochards célestes » de Kerouac).
À partir du mois d'octobre 2010 les actes de West We Go sont diffusés en miroir dans le site d'un quotidien belge grand public (Le soir). Certains de ces articles sont traduits en néerlandais pour des publications groupées, dans le media émergent apache.be, ou en anglais pour des publications séparées, ainsi le reportage Europe vs États-Unis : « Imaginez que la France fasse sécession… » du 28 septembre 2010, rhétorique comparative de la crise séparatiste en Belgique, sélectionné pour Rue89 dans World Meets.US (revue américaine de la Presse internationale étrangère aux États-Unis).

## Théâtre vivant
- La pièce (mise en scène par Sarah Flock, avec les onze comédiens de la Compagnie du Silène et l'auteur, création originale pour l'Atelier de la Dolce Vita, Saint Josse, Bruxelles 2008)[22]

## Performances et lectures publiques
- in Nouvel an poétique de la Maison de la poésie d'Amay, 2008, 2009
- in SIPoef, Cotonou, Bénin (2009)
- in Festival de Poésie de Namur BE (2008)
- in La Rayuela, Berlin DE (2008)
- in FrancOFFonies de Québec-Stadaconé CA (2008)
- in fIEstival, Bruxelles (CA), Québec (CA), Paris (FR), Pise (Italie), New York (NY USA), Beyrouth (LIB), 2007, 2008, 2009
- in Soirées de la poésie de la Foire du livre de Bruxelles (2008)
- in soloNOVA FESTIVAL, Terranova Collective, festival international nomade de performances poétiques, opus FR Nancy-Metz, 21-26 novembre 2005 (pdf in Poezibao)

## Commissaire d'événements culturels
- Programmation des soirées poétiques et musicales, Le OFF, Maison des colonies, Bruxelles, 2008 (Petit souvenir du OFF 08 slam, audio-vidéo)

dans le cadre de la Troupe poétique nomade du mouvement maelstrÖm reEvolution :
- Commissaire du fIEstival, Bruxelles, Paris, New York, Beyrouth, 2009 (Information de la programmation américaine dans le site Nomadic)

## Prix littéraire
- Transere, Prix Indications du Jeune Critique 2007[23].
- Transere finaliste du Prix Gros Sel 2007.

## Actes en référence
- fiEstival New York City #1 Damien Spleeters at The Invisible Dog, vidéo, 27 mai 2010
- fiEstival Liban Damien Spleeters, vidéo, Magnanerie, Beyrouth (LB), octobre 2009
- SIPoeF #3, Damien Spleeters vidéo, Cotonou (Bénin), mars 2009
- FrancOFFonies de Québec-Stadaconé, vidéo Damien Spleeters, lecture performance, vidéo, Québec (CA) 2008
- Reading 'Do not go gentle into that good night' de Dylan Thomas, prompt/poetisch/polyglott, vidéo, Berlin (DE) 2008
- Lecture Nuit de la poésie, Salon du livre, vidéo, Bruxelles (BE) 7 mars 2008
- fIestval #1 performance, vidéo, Bruxelles, 2007
- fIestval #1, récit, vidéo, Bruxelles 2007

## Autres
- L’Appel court-métrage DV, Damien Spleeters auteur réalisateur[24] (2005)